# Kerry Dixon
Kerry Michael Dixon (Luton, 1961. július 24.) angol válogatott labdarúgó, edző. A válogatottal részt vett az 1986-os világbajnokságon.

## Pályafutása

### Klubcsapatokban
Miután a Chesham-nél és a Danstable-nél is kipróbálta magát, 1980-ban a Readinghez igazolt 20.000 fontért. 116 bajnoki mérkőzésen 51 gólt szerzett, majd 1983-ban aláírt a Chelsea-hez. Itt az első két szezonjában 101 alkalommal lépett pályára, és 70 gólt lőtt. 1986-ban szóba hozták a Manchester Uniteddel, azonban végül nem szerződött hozzájuk. Kilenc évig volt a Chelsea játékosa, 335 bajnokin 147 alkalommal volt eredményes. 1992-ben a Southampton csapatához igazolt 575.000 fontért, azonban csak kilencszer lépett pályára. Egy rövid ideig megfordult a Luton, a Millwall, a Watford, a Doncaster Rovers és a Basildon United csapataiban is, majd 1997-ben visszavonult.

### A válogatottban
1985-ben mutatkozott be egy Mexikó ellenii mérkőzésen. Behívták az 1986-os világbajnokságra készülő keretbe, azonban csak egy mérkőzésen játszott. Összesen nyolc alkalommal szerepelt a nemzeti csapat színeiben.